# Ponte Faidherbe
A Ponte Faidherbe é uma ponte em Saint-Louis, no Senegal, sobre o rio Senegal, e que une a ilha da cidade de Saint-Louis ao continente africano. A ponte é de metal e tem um vão de 507,35 metros, com 10,5 metros de largura, e um peso de 1500 toneladas . Tem oito trechos, dos quais os cinco mais longos têm 78,26 metros.
Até ao século XIX, o acesso à ilha era feito através de barcos. Após a introdução de um ferry-boat que podia transportar 150 passageiros, Louis Faidherbe rapidamente viu que o sistema estava claramente ultrapassado e decidiu promover a construção de uma ponte. Inicialmente foi construída em 1865 uma ponte flutuante (ponte de barcas), e a ponte atual, que a substituiu, foi inaugurada em 1897.